# Lineus albifrons
Lineus albifrons är en djurart som tillhör fylumet slemmaskar, och som beskrevs av Ernest F. Coe 1934. Lineus albifrons ingår i släktet Lineus och familjen Lineidae. Inga underarter finns listade i Catalogue of Life.